# Templo y exconvento de Santa María de Guadalupe de Capuchinas (Ciudad de México)
"Capuchinas" es un templo religioso católico ubicado dentro del complejo de la basílica de Guadalupe, en la alcaldía Gustavo A. Madero de la Ciudad de México. Se construyó a finales del siglo XVIII para funcionar como templo del convento del mismo nombre, fundado en 1787 por las monjas Capuchinas de capuchinas ochenta y siete es el número 87 de capuchinas 87

## Historia
El proyecto para fundar un convento en la villa de Guadalupe se había intentado realizar sin éxito en 1575 y 1707. A finales del siglo XVIII Sor María Ana de San Juan Nepomuceno, monja Capuchina en el convento de San Felipe de Jesús de la Ciudad de México, y sobrina del historiador Mariano Fernández de Echeverría y Veytia presentó al arzobispo Alonso Núñez de Haro un proyecto para realizar la fundación de un convento de la orden en la Villa de Guadalupe. El arzobispo apoyó la solicitud y el 16 de mayo de 1778 Sor María Ana solicitó el permiso real para realizar al fundación, el cual fue concedido por real cédula el 3 de junio de 1780.
El arzobispo comenzó la recolección de limosnas y donativos para la construcción del convento junto a la colegiata de Guadalupe, la construcción fue encomendada al arquitecto Ignacio Castera y el arzobispo puso la primera piedra del templo el 3 de octubre de 1782. El templo y el convento quedaron concluidos cinco años después con un costo de doscientos doce mil trescientos veintiocho pesos y el 13 de octubre de 1787 fueron trasladadas cinco capuchinas del convento de la Ciudad de México para realizar la fundación.
- Wikimedia Commons alberga una categoría multimedia sobre Templo y exconvento de Santa María de Guadalupe de Capuchinas.